# Битва при Ла-Рошели
Битва при Ла-Рошели (англ. Battle of La Rochelle) — морское сражение, состоявшееся 21 — 22 июня 1372 года между кастильским и английским флотами. 

## Предыстория
В 1351—1370 годах в Кастилии проходила гражданская война, в результате которой граф Энрике Трастамарский (поддерживаемый Францией) сверг короля Педро I (ему оказывала поддержку Англия). В итоге Кастилия стала союзником Франции. В то же время герцогство Аквитания (бывшая французская территория, перешедшая под власть Англии в ходе первого этапа Столетней войны) было ослаблено, его финансовое положение ухудшилось после кастильской экспедиции английского полководца Эдуарда Чёрного Принца. Это привело к введению в герцогстве дополнительных налогов, после чего недовольные такими мерами аквитанские феодалы подали апелляцию в парижский парламент. Эти события в конечном итоге привели к возобновлению Столетней войны между Англией и Францией в 1369 году.

## Флоты Англии и Кастилии
В 1372 году Кастилия оказала поддержку Франции в Столетней войне. Кастильский флот состоял из 22 галер, в то время как англичане располагали 50 судами. 
Кастильский флот под руководством генуэзца Амбросио Бокканегры был послан в экспедицию против англичан с целью уничтожения английской флотилии под крепостью Ла-Рошель, осаждаемой французскими войсками. Английским флотом командовал Джон Гастингс. 
Англия не имела специально построенных военных кораблей. Когда нужны были корабли для ведения боевых действий, англичане переоборудовали торговые суда. Английское правительство располагало информацией о том, что флоты Франции и Кастилии находились в море, поэтому могли столкнуться с англичанами. Руководитель английского флота, Джон Гастингс, возможно, планировал столкнуться только с пиратами. Когда его флот обнаружил флот Кастилии, англичане, включая своего руководителя, были довольны, т. к. были невысокого мнения об кастильцах, рассчитывали легко их победить. За несколько недель до сражения кастильцам стали известны планы английского флотоводца. Поэтому они заняли нужные позиции заранее и ждали флот противника. 
Одним из недостатков английского флота перед кастильским было то, что английские корабли были ниже кораблей противника. Используя это преимущество, кастильские воины соорудили деревянные брустверы и метали в англичан стрелы сверху. Кроме того, в ходе боя на английском флоте сказалась нехватка лучников, в то же время кастильские арбалетчики нанесли серьезный урон деревянным палубам английских кораблей. 

## Сражение
Сражение между английским и кастильским флотом началось 21 июня во входе в залив, который становился частично несудоходным при отливе. В первый день кастильцы сделали несколько атак, которые были отбиты англичанами. Потери английского флота за день составили 2 или 4 корабля. В сумерках флот Англии несколько отошел от суши, а их противники встали на якорь перед крепостью Ла-Рошель. Позже обе стороны сменили места своей дислокации: кастильский флотоводец А. Бокканегра вывел свои силы в открытое море, а английский флотоводец Д. Гастингс разметил свои части у крепости. 
Утром 22 июня сражение возобновилось, но положение английского флота теперь ухудшилось. Причиной этого было то, что начался отлив, после чего английские корабли оказались на мели. Теперь ситуация стала благоприятнее для кастильцев, так как их галеры могли маневрировать на мелководье. Кастильцы смогли облить палубы и такелаж английских кораблей маслом, а затем запустили горящие стрелы, это вызвало пожары на кораблях англичан. 
В результате в морском сражении при Ла-Рошели кастильский флот одержал решительную победу, захватив при этом сундуки с 12 000 фунтов стерлингов. Гастингс вместе с 400 рыцарями и 8000 солдат попал в плен. Впервые со времени гибели французского флота при Слейсе в 1340 году было ликвидировано превосходство англичан на море.